# Agustín García Arrieta
Agustín García Arrieta (Cuéllar, 28 de agosto de 1768 - París, 24 de diciembre de 1834) fue un escritor, erudito y cervantista español, teorizador de la estética neoclásica y hermano del médico Eugenio García Arrieta.

## Biografía
Nacido en la villa segoviana de Cuéllar el 28 de agosto de 1768, fue hijo de Ángel García Muñoz y de Dorotea Arrieta Merino.
Se educó con miras a seguir una carrera eclesiástica, pero perdió la vocación. Se graduó sin embargo como bachiller en Filosofía y Teología, y entró como profesor de Disciplina eclesiástica, Derecho natural y de gentes e Historia literaria en los Reales Estudios de San Isidro en Madrid. En 1793 su Ensayo sobre la moral de los deístas o naturalistas no superó la censura ("por el peligro que podrá ocasionar su lectura a los ignorantes") y por tanto no fue publicado. Pasó a oficial o escribiente de su biblioteca desde el 11 de septiembre de 1798; director interino en 1812 y bibliotecario propietario de los mismos desde 1814 a 1816, año este en que marchó a la Biblioteca Real, para volver de nuevo a la de San Isidro entre 1820 y 1822 con la nueva expulsión de los jesuitas. En 1815 fue elegido académico supernumerario (sin plaza) de la Real de la Lengua, y ocupó un puesto vacante en 1818. Ingresó también en la Academia Latina Matritense, y en la políticamente moderada Sociedad del Anillo el 25 de mayo de 1822. También fue desde noviembre de ese año bibliotecario de la Universidad Central hasta la invasión de los Cien Mil Hijos de San Luis en 1823. Se refugió en Francia y permaneció en París durante doce años, entregado a sus ediciones cervantinas y otros trabajos literarios. Falleció según unos el 2 de abril de 1835, según otros el 24 de diciembre de 1834.
Hizo traducciones del italiano y del francés como Las leyes eclesiásticas sacadas del Nuevo Testamento (Madrid, Benito Cano, 1793), y la Introducción a la Sagrada Escritura de Bernard Lamy (Madrid, Benito Cano, 1795), destinadas probablemente a servir de libros de texto en los Estudios de San Isidro. También tradujo y refundió desde el francés comedias alemanas, entre las que destaca uno de los mayores éxitos teatrales de entonces, La misantropía y el arrepentimiento, de August von Kotzebue (Madrid, Fermín Villalpando, 1800); otra es El Conde de Olsbach, de Johann Christian Brandes (Madrid, Benito García, 1801). Quedó inédita su refundición de La bella malmaridada de Lope de Vega. Reunió además máximas y aforismos de Fenelon ( El espíritu de Telémaco, Madrid, 1796) y de Cervantes (Espíritu de Miguel de Cervantes Saavedra, Madrid, 1814). Es esta la primera edición conocida de La tía fingida, novela atribuida a Miguel de Cervantes que figura anónima en el manuscrito de Porras de la Cámara, descubierto por él en la Biblioteca de San Isidro y formado por obras del alcalaíno y otros ingenios del Siglo de Oro. 
Editó también unas Obras escogidas de Cervantes en diez volúmenes (París, Librería Hispano Francesa de Bossange padre, 1826, reimpresa por Firmin Didot, 1827). Esta magna obra comprendía el Quijote (I-VI), las Novelas ejemplares (VII-IX) y el Teatro (X). La edición del Quijote es quizá la mejor entre las anteriores a Diego Clemencín (1833).
Su obra más importante fue, sin embargo, la, más que traducción, refundición en nueve volúmenes del tratado de Charles Batteux Principios filosóficos de la literatura, o Curso razonado de bellas letras y de bellas artes. Obra escrita en francés por el señor abate Batteux... Traducida al castellano e ilustrada con algunas notas críticas y varios apéndices sobre la literatura española... Madrid, Sancha, 1797-1805, dedicada al Príncipe heredero de Parma, mecenas de la obra. Sustituye los ejemplos franceses por otros españoles y destacan, en especial, las copiosas notas y apéndices sobre literatura española y las revisiones y precisiones que realiza a los conceptos de Batteux. Es la obra que estableció los principios de la estética literaria del Neoclasicismo en España: la imitación de la naturaleza como principio, y la idealización de la misma de una forma sabia e ilustrada, sobre el concepto de buen gusto. Leandro Fernández de Moratín se inspiró en estos principios para teorizar y componer su teatro. Pronto se formó sin embargo un bando opuesto a esta estética, la de los prerrománticos que tenía por bandera las Lecciones de retórica y poética del inglés Hugo Blair, traducidas por José Luis Munárriz y que tomó por bandera el poeta Manuel José Quintana; la oposición entre ambos grupos de moratinistas y quintanistas marcó la historia literaria del primer tercio del siglo XIX.

## Obras
- El espíritu de Telémaco, o Máximas y reflexiones políticas y morales del célebre poema intitulado Las aventuras de Telémaco. Sacadas fielmente, dispuestas por orden alfabético de materias e ilustradas con varias notas para su mejor inteligencia, Madrid, Benito Cano, 1796).
- El espíritu de Miguel de Cervantes Saavedra o la filosofía de este grande ingenio, presentada en máximas, reflexiones, moralidades y agudezas de todas especies, y sobre todos los asuntos más importantes de la vida civil, sacadas de sus obras y distribuidas por orden alfabético de materias. Va añadida al fin de él una novela cómica intitulada La tía fingida, obra póstuma del mismo Cervantes, hasta ahora inédita..., Madrid, Viuda de Vallin, 1814; otra ed. en París, 1827.
- Edición de Miguel de Cervantes, Obras escogidas en diez volúmenes (París, Librería Hispano Francesa de Bossange padre, 1826, reimpresa por Firmin Didot, 1827).
- Edición y ampliación de Charles Batteux, Principios filosóficos de la literatura, o Curso razonado de bellas letras y de bellas artes. Obra escrita en francés por el señor abate Batteux... Traducida al castellano e ilustrada con algunas notas críticas y varios apéndices sobre la literatura española... Madrid, Sancha, 1797-1805, 9 vols.